# Небезпечне побачення
«Небезпечне побачення» (англ. Ghosted), назва якого також іноді передавалась в ЗМІ як "Продинамлений" та "Примарні", — фільм режисера Декстера Флетчера в жанрі пригодницький романтичний екшн. У головних ролях знялися Кріс Еванс, Ана де Армас та Едрієн Броуді. Прем'єра картини відбулася 21 квітня 2023 на Apple TV+.

## Сюжет
На фермерському ринку у Вашингтоні самотня Сейді (Ана де Армас) зустрічає Коула (Кріс Еванс), романтично налаштованого продавця. Вони проводять приємне нічне побачення, яке завершується сексом, і Коул повертається додому, але його повідомлення для Сейді залишаються без відповіді. Сестра Коула (Ліззі Бродвей) підозрює, що вона «ігнорує» його, але батьки переконують його зробити Сейді сюрприз у Лондоні, знайшовши її за допомогою трекера на інгаляторі, який він випадково залишив у її сумці.
У Лондоні Коула викрадають до Пакистану торговці зброєю, які вважають його легендарним агентом ЦРУ «Податківцем». Перш ніж його катують комахами, щоб вибити пароль, його рятує Сейді, яка виявляється тим самим «Податківцем». Після погоні через Хайберський прохід вони тікають від викрадачів Коула, які працюють на Левека (Едрієн Броуді), опального агента французької розвідки, що продає викрадену біозброю під назвою «Ацтек», для якої йому потрібен пароль.
Доїхавши до сусіднього містечка, Коул і Сейді сперечаються про те, що вони брехали одне одному, і зустрічають Марко (Марван Кензарі), її старого знайомого і колишнього коханця. Він попереджає Коула, що для Сейді успіх місії важливіший за життя її хлопців, і погоджується відвезти його додому. Їхній план перериває низка мисливців за головами після того, як Левек призначає нагороду за голову Коула; Марко вбивають, а мисливці за головами вбивають один одного. Дізнавшись, що Левек шукає пароль, Сейді вирішує повернути «Ацтека», використовуючи Коула як приманку.
Сейді передає Коула Левеку, який залишає свого поплічника Вагнера в літаку з Сейді, Коулом і замкненою валізою з «Ацтеком». Їхнє прикриття розкривається, коли Вагнер (Майк Мо) знаходить на телефоні Коула фотографію, на якій вони разом у ліжку, але Коул стрибає з парашутом у безпечне місце з кейсом «Ацтека» і пораненою Сейді. Приземлившись на острові Сокотра, він використовує свої знання, щоб лікувати її, відновлюючи з нею зв'язок. Вони потрапляють у засідку людей Левека, і Вагнеру вдається втекти з кейсом, а Коула і Сейді рятують американські морські піхотинці.
У штаб-квартирі ЦРУ Сейді відсторонена від роботи через втрату Ацтека і намагається просити вибачення за те, що наразила Коула на небезпеку, але його ображає її відданість своїй місії понад усе. Він допомагає розшифрувати код і погоджується продовжувати маскуватися під Податківця, заманюючи Левека пропозицією продати його.
Левек зустрічає Коула в ресторані, що обертається, зі своїм покупцем Ацтека, містером Утамі (Стів Парк), і наказує вбити агентів, які стежили за Коулом. Приїжджає Сейді, яка відновлює довіру Коула до неї, і замість цього продає пароль пану Утамі за 10 мільйонів доларів. Вона негайно використовує ці гроші, щоб призначити нагороду за Левека, і їх раптово оточують мисливці за головами.
Починається перестрілка, в результаті якої пошкоджується механізм, що обертається, і ресторан починає обертатися на великій швидкості. Левек стріляє в Утамі, а Коул вбиває Вагнера, кинувши його в механізм. Сейді вдається відправити Левека у вікно, де він розбивається на смерть, і ледь врятувати пристрій Ацтек. Відновлюючи їхні стосунки, Сейді знайомиться з родиною Коула, і вони знаходять час одне для одного між її місіями та під час них.

## В ролях
| Актор             | Роль               |
| ----------------- | ------------------ |
| Кріс Еванс        | Коул Рігган        |
| Ана де Армас      | Седі               |
| Едрієн Броуді     | Левек              |
| Берн Ґорман       | Лондонский таксист |
| Емі Седаріс       | Мати Коула         |
| Ентоні Макі       | Онук Сема          |
| Марван Кензарі    | Марко              |
| Раян Рейнольдс    | Джонас             |
| Себастіан Стен    | «Бог»              |
| Стів Парк         | Утамі              |
| Тейт Донован      | Батько Коула       |
| Тім Блейк Нельсон | Борислов           |
| Тія Сіркар        | Патті              |
| Анна Девер Сміт   | Клаудія Йатес      |
| Ліззі Бродвей     | Метті              |
| Майк Мо           | Вагнер             |
| Мустафа Шакір     | Монте Джексон      |
| Джон Чо           | Леопард            |

## Виробництво
Проект був анонсований у серпні 2021 року кінокомпанією Skydance Media та Apple TV+. Кріс Еванс і Скарлетт Йоханссон мали зніматися в головних ролях. Авторами сценарію виступили Пол Вернік і Ретт Різ, а Декстер Флетчер був обраний як режисера. У грудні 2021 року через конфлікт у розкладі Йоханссон покинула проект, і її замінила Ана де Армас. У лютому 2022 року до акторського складу приєднався Едрієн Броуді.
Зйомки почалися 14 лютого 2022 і проходили в містах Вашингтон і Атланта до 12 травня.

## Випуск
Стрічка вийшла 21 квітня 2023 року на Apple TV+.